# À la découverte de la Piste sonore
 (octobre 2024).
Si vous disposez d'ouvrages ou d'articles de référence ou si vous connaissez des sites web de qualité traitant du thème abordé ici, merci de compléter l'article en donnant les références utiles à sa vérifiabilité et en les liant à la section « Notes et références ».
À la découverte de la Piste sonore, en anglais Meet The Sound Track, est un segment de transition dans le film Fantasia de Walt Disney. 
Il est situé entre les parties Le Sacre du printemps d'Igor Stravinsky et La Symphonie pastorale de Ludwig van Beethoven. L'intermède met en scène une piste sonore, comparable à ce que peut produire un oscilloscope, qui interagit avec le présentateur. Celui-ci lui demande, non sans insister, d'illustrer différents sons qu'il se félicite ensuite de voir. La séquence dure trois minutes.

## Description
Deems Taylor énonce : « Avant d'entrer dans la seconde partie du programme, j'aimerais vous présenter quelqu'un. Une personne très importante pour Fantasia. Elle est très timide. [Ainsi] je marchais un jour derrière elle dans un des couloirs des studios Disney. J'ai vite remarqué qu'elle était bien plus que indispensable à l'organisation : une vraie personnalité. Je suis donc fier d'avoir l'opportunité de vous présenter la "Piste Sonore". » Une bande lumineuse verticale s'approche du centre de l'écran. Tirant celle-ci du hors champ gauche où elle se cachait timidement, M. Taylor précise : « J'ai remarqué que tout beau son créait également une égale belle image. » La piste sonore commence, après un petit échauffement, à créer des formes différentes en fonction du souhait de la voix-off. 
Sur un fond bleu n'ayant pas changé depuis le début de la séquence, le son de la harpe crée une forme ronde s'apparentant à des ricochets sur l'eau. Au son du violon, la piste se transforme en inégales et anguleuses formes, hachées sur fond brun. Celles-ci montent sur l'axe de la piste sonore à l'instar du son qui se fait de plus en plus aigu et inversement. La flûte forme une image comparable, néanmoins plus diffuse et verdâtre. Ravissant, dit la voix. La trompette adopte un dessin en forme de losanges placés l'un au-dessus de l'autre, de plus en plus grand et haut en fonction du ton. Sur l'arrière-plan brun puis pourpre, il prend des couleurs plus chaudes : orange et rouge. Au son du basson apparaissent des dessins ronds et roses, de plus en plus gutturaux. Suivent les tambours, aux dessins carrés, les explosives timbales et autres percussions, comme le tam-tam, au dessin rond et aux couleurs chaudes. Le triangle clôt l'intermède. Remerciée, la piste sonore quitte l'écran.
Les dialogues de Deems Taylor ont été quelque peu changés dans la version française narrée par François Périer.